# Lower Shelton
Lower Shelton est un petit village du Central Bedfordshire.